# Progresso Basket Castel Maggiore
Il Progresso Basket Castel Maggiore è stata una società di pallacanestro maschile di Castel Maggiore, nella città metropolitana di Bologna. Negli anni 2000 ha militato in Serie A2.

## Storia
Nel 1992, la società venne acquisita dai due amici bolognesi Flavio Tudini, dirigente di banca, e Marco Santucci, in passato cestista. Il primo divenne presidente della società, il secondo direttore generale.
Grazie alle cinque promozioni ottenute nel giro di sette anni, la società riuscì a compiere una scalata dalla Serie D fino alla Serie A2, categoria quest'ultima che fu ottenuta il 1º giugno 2000 grazie alla vittoria esterna sul campo di Rieti nella decisiva gara 3 delle finali play-off. L'allenatore di quella squadra era Demis Cavina, che all'epoca non aveva ancora compiuto 26 anni.

Il Progresso 2000-2001 al PalaDozza

Il primo anno del Progresso nel basket professionistico (stagione 2000-2001) coincise con l'ultimo posto in classifica in un'edizione del campionato che tuttavia non prevedeva retrocessioni, complice l'imminente allargamento da dieci a quattordici squadre a partire dalla stagione successiva. Il torneo doveva essere giocato presso una sede di gioco idonea, che venne identificata stabilmente nel PalaDozza di Bologna ma solo a campionato in corso, dopo aver iniziato a Imola e Modena.
In vista della Legadue 2001-2002, la panchina di Cavina (approdato in Serie A a Roseto) venne affidata a Gianni Malavasi, che fu però esonerato a fine novembre a fronte di un bilancio di una vittoria ottenuta e dieci sconfitte. Al suo posto subentrò Giampiero Ticchi, che alla fine riuscì a centrare il 12º posto in classifica su 14 squadre, conquistando di fatto l'ultimo posto utile per la salvezza.
Nella stagione 2002-2003 il club toccò uno dei punti più alti di tutta la sua storia. Sotto la guida tecnica del confermato Giampiero Ticchi e trascinato in campo dagli americani Damon Williams, Donzel Rush e Gerrod Abram oltre che dallo svedese Mats Levin, il Progresso riuscì qualificarsi ai play-off grazie al 7º posto in regular season e ad eliminare Scafati ai quarti di finale, giungendo così alle semifinali. Il sogno svanì al termine della serie contro Messina, con i siciliani che si imposero per 1-3.

### FuturVirtus
Prima dell'inizio della Legadue 2003-2004, Tudini cedette per circa 850 000 euro la società all'imprenditore Claudio Sabatini, proprietario del marchio “FuturVirtus”, che intendeva dare continuità alla denominazione societaria della Virtus Pallacanestro Bologna, esclusa dalla Serie A proprio quell'anno per inadempienze finanziarie della precedente gestione. La squadra iniziò ad adottare il bianco e il nero come colori sociali e a giocare le proprie partite interne al PalaMalaguti di Casalecchio di Reno.
Al termine della stagione 2003-2004, conclusasi con l'eliminazione in finale play-off da parte dell'Aurora Basket Jesi, Sabatini ottenne la riaffiliazione alla FIP e il diritto di utilizzare la denominazione Virtus Pallacanestro: il titolo sportivo venne così ceduto alla nuova società e il Progresso cessò di fatto di esistere.